# Saint-Sixt
Saint-Sixt és un municipi francès situat al departament de l'Alta Savoia i a la regió d'Alvèrnia-Roine-Alps. L'any 2007 tenia 861 habitants.

## Demografia

### Població
El 2007 la població de fet de Saint-Sixt era de 861 persones. Hi havia 290 famílies de les quals 49 eren unipersonals (45 homes vivint sols i 4 dones vivint soles), 61 parelles sense fills, 155 parelles amb fills i 25 famílies monoparentals amb fills.
La població ha evolucionat segons el següent gràfic:
Habitants censats

### Habitatges
El 2007 hi havia 400 habitatges, 292 eren l'habitatge principal de la família, 93 eren segones residències i 15 estaven desocupats. 369 eren cases i 19 eren apartaments. Dels 292 habitatges principals, 218 estaven ocupats pels seus propietaris, 67 estaven llogats i ocupats pels llogaters i 7 estaven cedits a títol gratuït; 3 tenien una cambra, 12 en tenien dues, 30 en tenien tres, 53 en tenien quatre i 194 en tenien cinc o més. 268 habitatges disposaven pel capbaix d'una plaça de pàrquing. A 100 habitatges hi havia un automòbil i a 190 n'hi havia dos o més.

### Piràmide de població
La piràmide de població per edats i sexe el 2009 era:
| Homes | Edats   | Dones |
| ----- | ------- | ----- |
| 0     | 95 o +  | 0     |
| 0     | 90 a 94 | 0     |
| 0     | 85 a 89 | 4     |
| 0     | 80 a 84 | 0     |
| 0     | 75 a 79 | 4     |
| 4     | 70 a 74 | 4     |
| 12    | 65 a 69 | 12    |
| 8     | 60 a 64 | 12    |
| 20    | 55 a 59 | 12    |
| 28    | 50 a 54 | 16    |
| 32    | 45 a 49 | 24    |
| 24    | 40 a 44 | 16    |
| 24    | 35 a 39 | 32    |
| 32    | 30 a 34 | 32    |
| 4     | 25 a 29 | 8     |
| 0     | 20 a 24 | 4     |
| 28    | 15 a 19 | 24    |
| 24    | 10 a 14 | 16    |
| 68    | 5 a 9   | 16    |
| 24    | 0 a 4   | 20    |

## Economia
El 2007 la població en edat de treballar era de 571 persones, 449 eren actives i 122 eren inactives. De les 449 persones actives 423 estaven ocupades (241 homes i 182 dones) i 26 estaven aturades (10 homes i 16 dones). De les 122 persones inactives 40 estaven jubilades, 42 estaven estudiant i 40 estaven classificades com a «altres inactius».

### Ingressos
El 2009 a Saint-Sixt hi havia 309 unitats fiscals que integraven 938,5 persones, la mediana anual d'ingressos fiscals per persona era de 23.780 €.

### Activitats econòmiques
Dels 33 establiments que hi havia el 2007, 6 eren d'empreses de construcció, 7 d'empreses de comerç i reparació d'automòbils, 2 d'empreses de transport, 5 d'empreses d'hostatgeria i restauració, 1 d'una empresa d'informació i comunicació, 1 d'una empresa financera, 2 d'empreses immobiliàries, 3 d'empreses de serveis, 4 d'entitats de l'administració pública i 2 d'empreses classificades com a «altres activitats de serveis».
Dels 13 establiments de servei als particulars que hi havia el 2009, 1 era un taller de reparació d'automòbils i de material agrícola, 1 paleta, 1 fusteria, 2 lampisteries, 2 electricistes, 1 perruqueria, 3 restaurants i 2 agències immobiliàries.
L'únic establiment comercial que hi havia el 2009 era una botiga de menys de 120 m².
L'any 2000 a Saint-Sixt hi havia 5 explotacions agrícoles.

## Equipaments sanitaris i escolars
L'únic equipament sanitari que hi havia el 2009 era un psiquiàtric.
El 2009 hi havia una escola elemental.

## Poblacions més properes
El següent diagrama mostra les poblacions més properes.